# Tuinwijk Sterrebosch
Tuinwijk Sterrebosch is een wijk in Driebergen-Rijsenburg met typisch jaren 20-30 woningen.
De naam van de wijk is afgeleid van het in de 18e eeuw op het landgoed Dennenburg gelegen sterrenbos, met de brede en bomenrijke Hogesteeg die omstreeks 1715 werd aangelegd als oorspronkelijke toegangsweg. Begin 20e eeuw liet de landgoedeigenaar, Jentje Manger Cats, een villa aan de Hoofdstraat bouwen met als naam 'Sterrenbosch'. Deze villa is vanaf 1946 in gebruik bij Business School IVA Driebergen. In de jaren 20 werd het gebied tussen Engweg, Rosariumlaan, Hoofdstraat en Meenkselaan geleidelijk bebouwd. In de Parklaan staat de karakteristieke Parklaankerk. Het oorspronkelijke karakter van de wijk is door geringe (ver)nieuwbouw in belangrijke mate onaangetast.
In Tuinwijk Sterrebosch is in 1936 een rozentuin aangelegd als onderdeel van een werkverschaffingsproject. Het initiatief kwam van de landelijke vereniging van rozenliefhebbers Nos Jungunt Rosae. Het ontwerp kwam van de heer Abbing,  een bekend kweker en hovenier. In 1987 is het rosarium, gelegen aan de niet toevallig zo genoemde Rosariumlaan, geheel gerenoveerd. In 1952 werd de Rosariumlaan verlengd tot de Engweg. Aan dat nieuwere deel staan de zogenaamde Olympia-landhuisjes (huisnummers Rosariumlaan 50-66), de opvallende bungalow-achtige huizen gebouwd door het Amsterdamse woningbureau Olympia. Prominent aanwezig in Tuinwijk Sterrebosch is het befaamde opleidingsinstituut IVA Driebergen aan de Hogesteeg. Deze business school is al vanaf haar oprichting door de heer Geerlig Riemer in 1930 in Driebergen gevestigd en heeft veel roem verworven. Studenten uit heel Nederland en België volg(d)en daar hun opleidingen voor automotive en nautisch business management. Aan de Hogesteeg is ook het ouderen-verzorgingstehuis Rehoboth gevestigd.
Hoewel niet direct onderdeel uitmakend van Tuinwijk Sterrebosch moet landgoed Broekbergen, alias (voormalig) klooster Arca Pacis, niet onvermeld blijven. Broekbergen ligt naast landgoed Dennenburg en is vanaf het gedeelte van de Engweg dat behoort bij Tuinwijk Sterrebosch via het Kloosterlaantje toegankelijk. In 1877 stelde de Duitse koopman Paul Franz Theodor Sträter de buitenplaats ter beschikking aan de zusters Benedictinessen. Het kloostercomplex met de naam Arca Pacis (Ark van de Vrede) werd ommuurd. De Benedictinessen verhuisden in 1996 als gevolg van terugloop van het aantal zusters. In 1997 werd Broekbergen een therapiecentrum.In de jaren erna werd het complex verkocht aan een particulier. Bij de restauratie werd het rijksmonument deels teruggebracht tot voor de kloostertijd waarbij het kloostercarré werd gesloopt en de omringende tuinmuur werd gerestaureerd.
Tuinwijk Sterrebosch heeft sinds enkele jaren een actieve belangenvereniging, de wijkvereniging Tuinwijk Sterrebosch.

## Fotogalerij

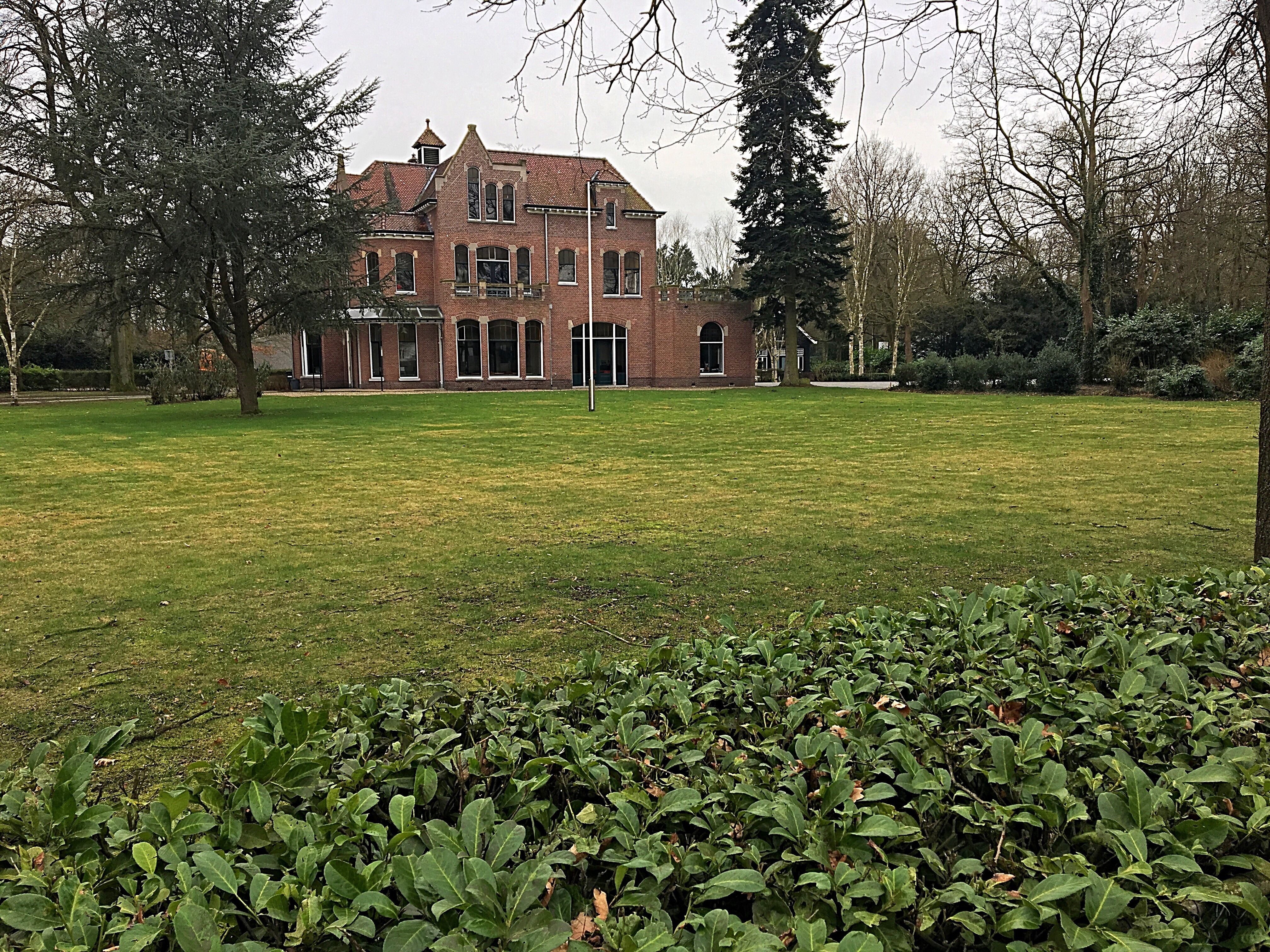
Villa Sterrebosch
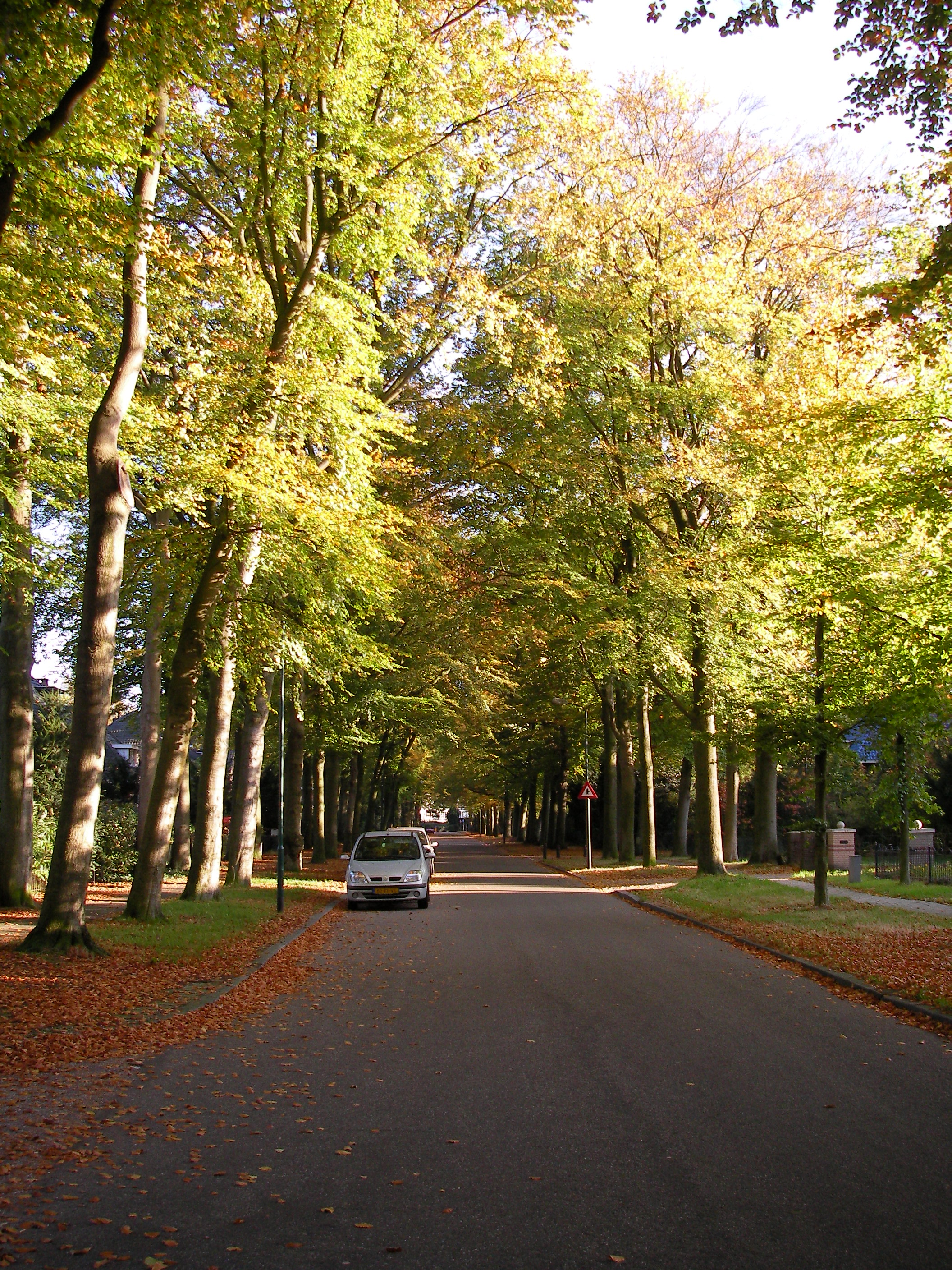
Hogesteeg
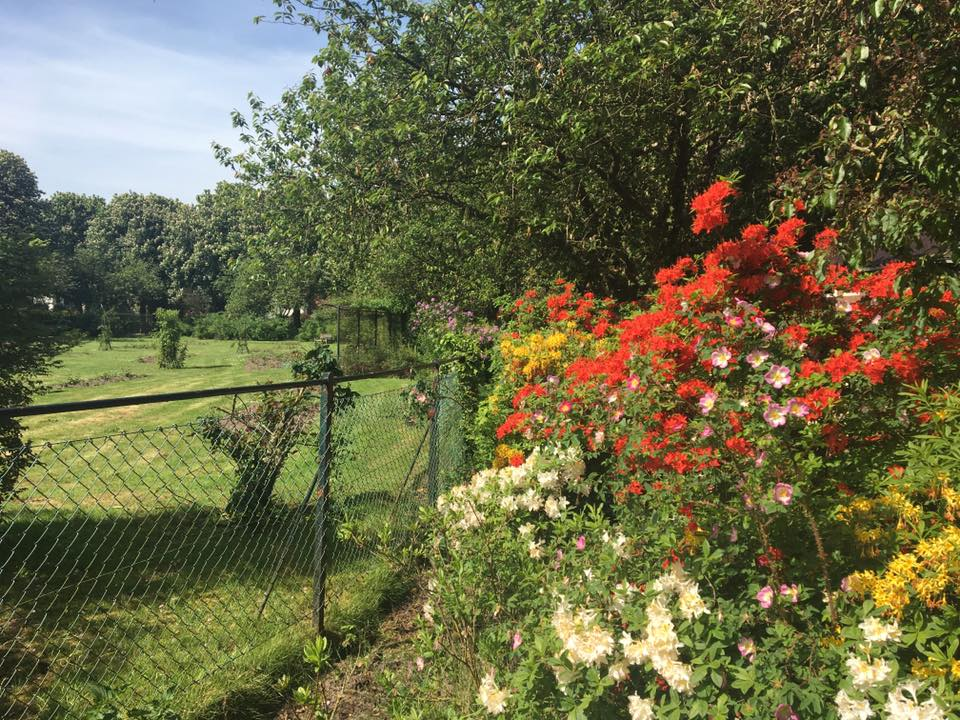
Rosarium
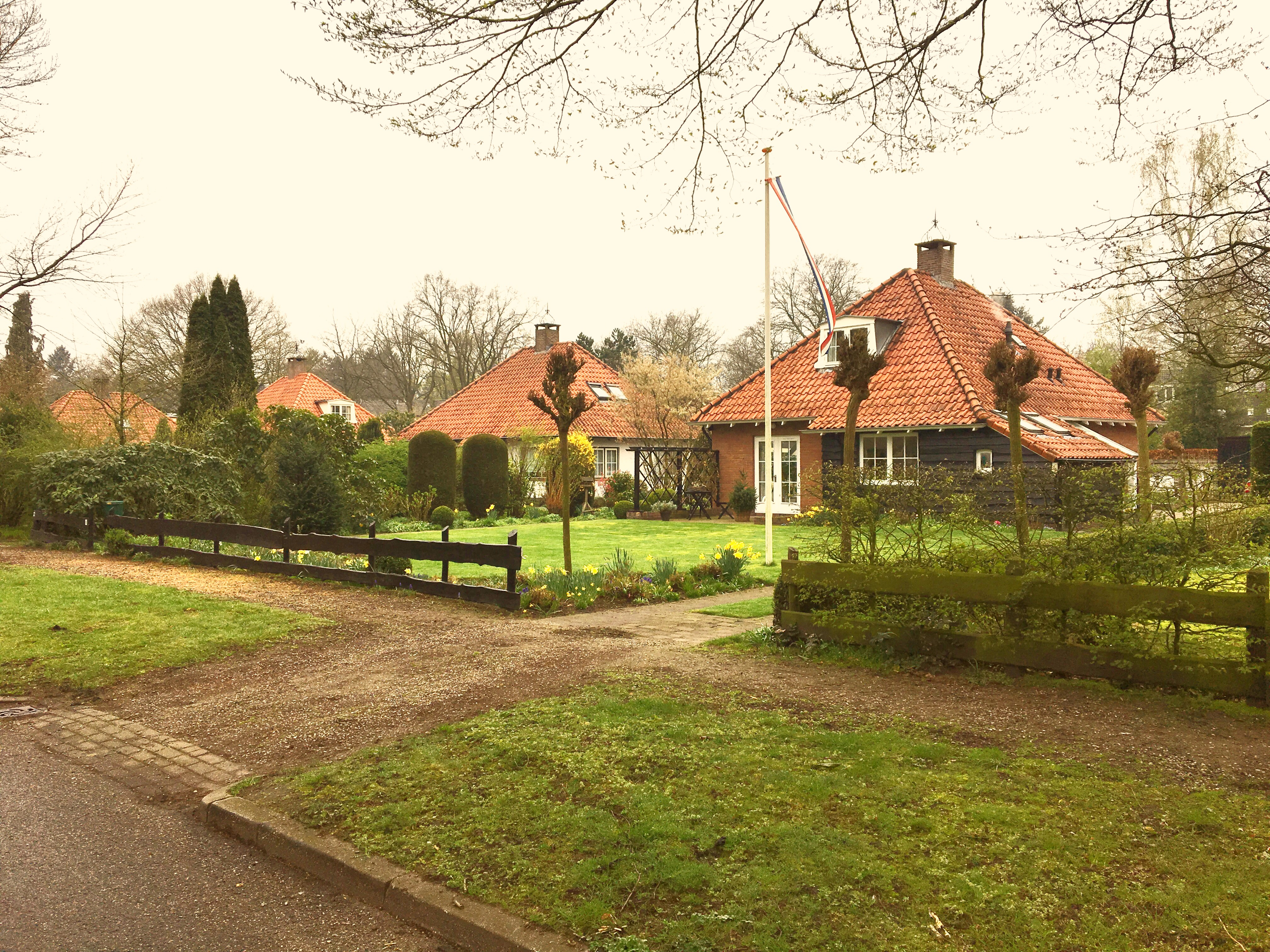
Olympia landhuisjes
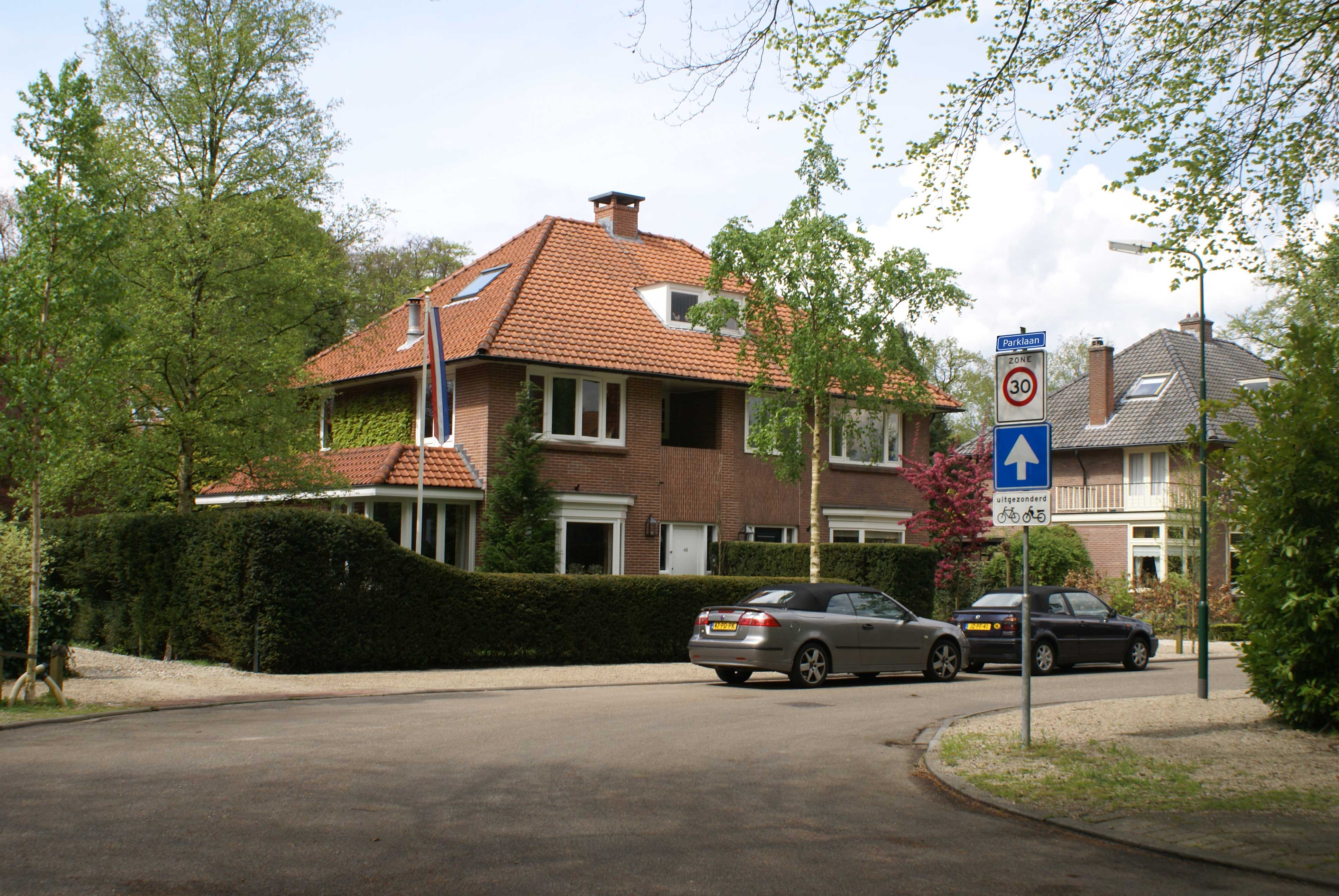
Parklaan
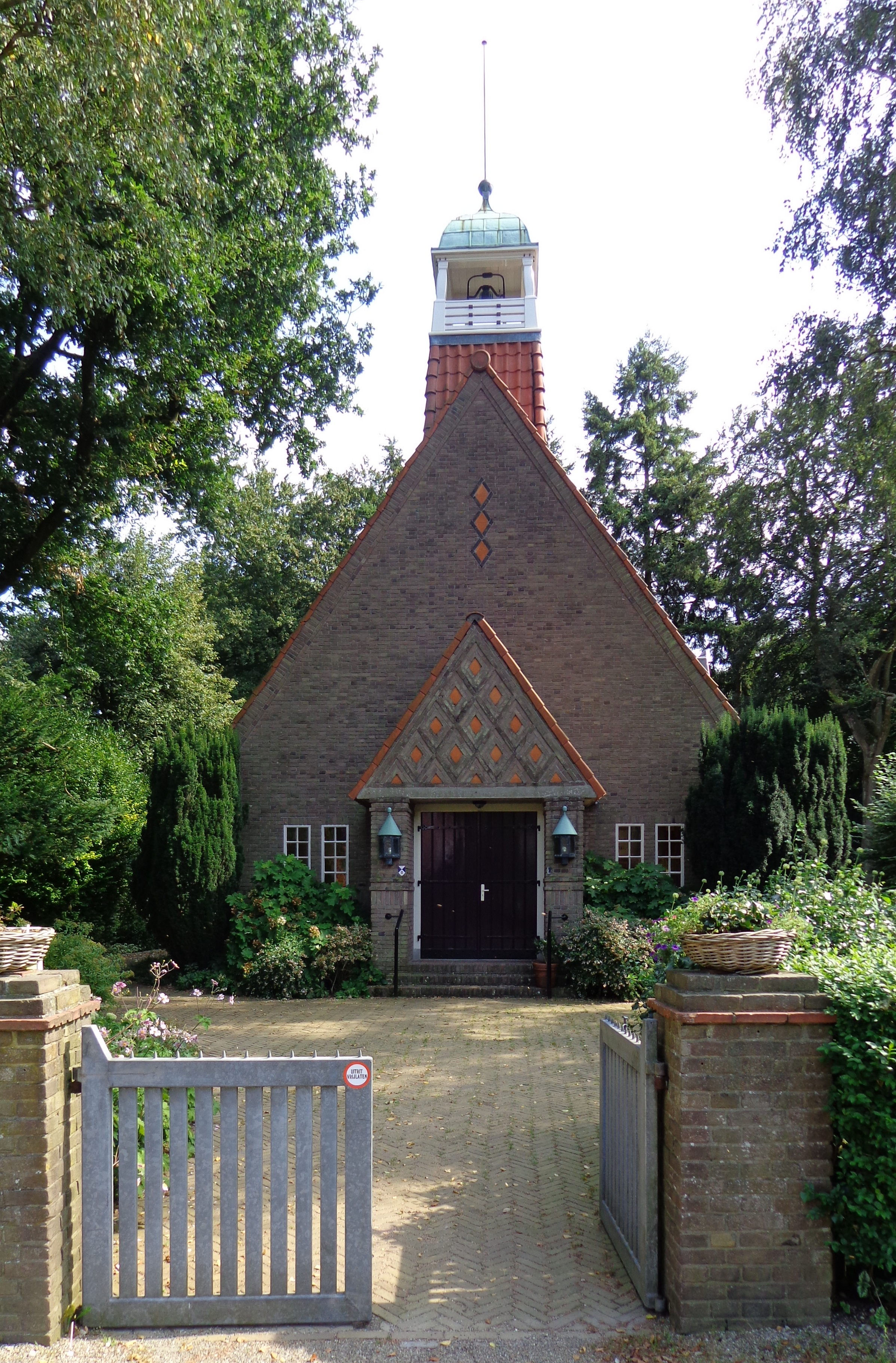
Parklaankerk
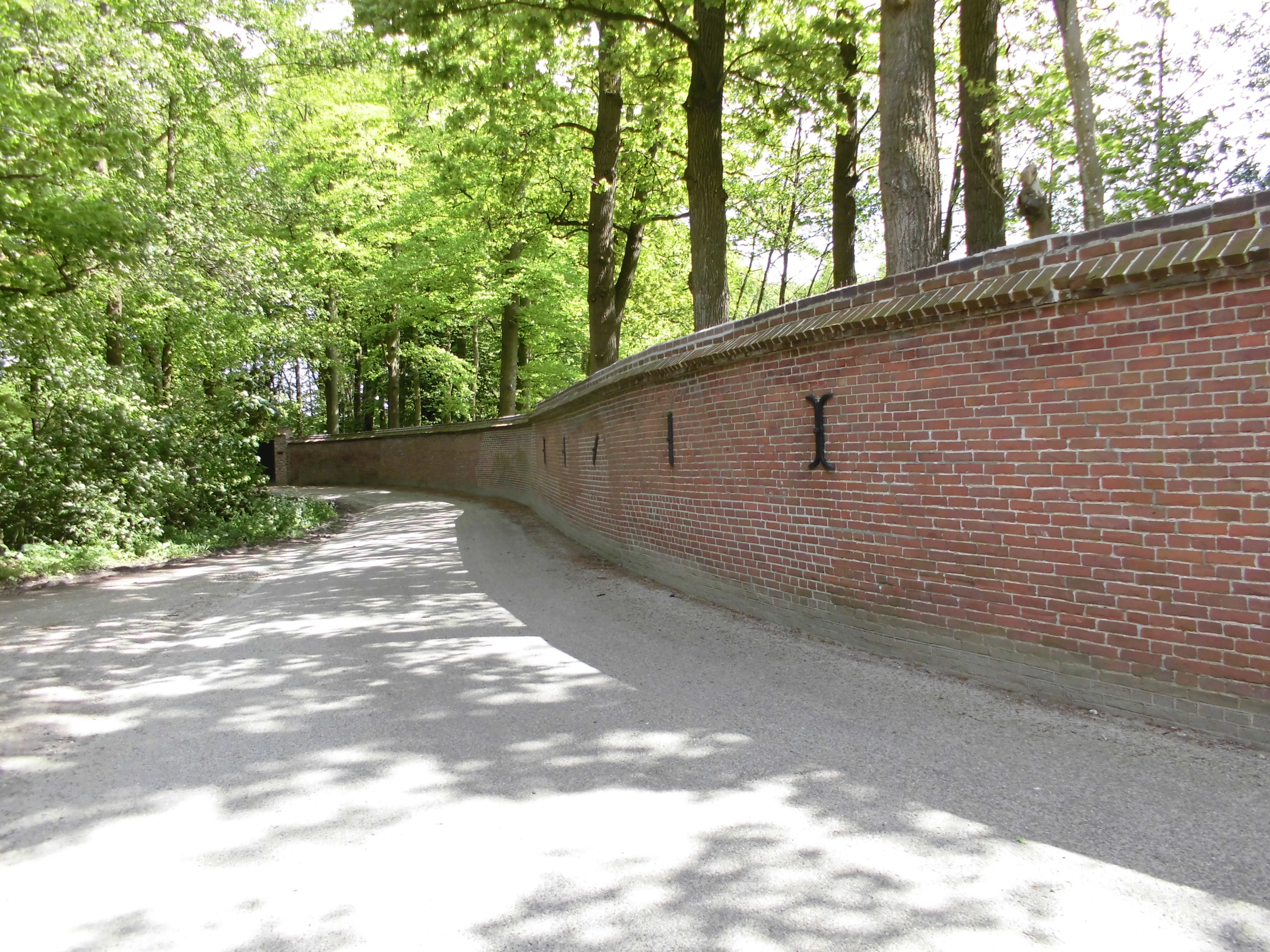
Tuinmuur Broekbergen

In het interbellum, de periode tussen de twee wereldoorlogen, wilden steeds meer zogenaamde gegoede burgers zich vestigen in tuinwijken aan de rand van de stad of in nabijgelegen dorpen. Er werden honderden tuinwijken in Nederland gebouwd waarvan de architectuurstijl en het groene karakter nog steeds zeer wordt gewaardeerd. De Tuinwijken zijn vooral bekend onder de noemer ‘jarendertig’ en blijven populair op de woningmarkt. Ze zijn, behalve in Driebergen-Rijsenburg, bijvoorbeeld ook gelegen in Heemstede, Bussum, Amersfoort, Zeist, Arnhem, Apeldoorn en Haren.